# 切尔诺贝利黑鸟
切尔诺贝利黑鸟（英文：Black Bird of Chernobyl）是一则网络都市传说，据说在切尔诺贝利核事故发生前及事故发生后一段时间内当地居民与核电站工作人员看见一只大型黑鸟。切尔诺贝利黑鸟具体流传的时间尚不明确，已知最早的版本来自2005年，一篇文章称切尔诺贝利核事故发生前几天4位工作人员看见一个巨型、黑色、有翼、眼睛通红且没有头部的人形生物。随后开始发生一系列奇异事件，当灾难发生后一些工作人员看见一只20英尺的巨鸟飞过核电站。而在2007年，经过重新修订的文章开始传播。一些理论认为切尔诺贝利黑鸟是天蛾人或黑鹳。
在2010年，神秘动物学家洛伦·科尔曼指出，尽管许多网站将切尔诺贝利黑鸟当作事实而刊登，但其只是网络创作的虚构事件，并表示这是一起小说与电影转化为“伪神秘动物学”的不幸事件。